# 空虚
空虚（英語：Emptiness），又稱空虛感，指的是一种混合著大量迷茫、无聊、冷漠、厭煩以及社会疏离感的負面情緒。
空虚感通常伴随着心境恶劣、抑鬱、孤独、失乐、绝望或其他精神/情感障碍，包括精神分裂型人格障碍、创伤后应激障碍、注意力缺陷多动障碍、分裂性人格障礙和边缘性人格障碍。空虚感也是分手、所爱之人死亡或其他重大变化后，喪慟的自然过程的一部分。然而，空虚的特殊含义也会因为特定背景，以及使用它的宗教或是文化传统而有差异。

## 在西方文化中

### 社会学，哲学，文化人类学与心理学
在西方世界，空虚通常被视为一种消极的感觉。例如，心理学家克莱夫·哈泽尔将空虚的感觉归因于家庭不和或家庭暴力等背景。他声称，一些有空虚感的人试图通过沉迷于毒品或能够上瘾的行为（性行为，赌博或工作等）也或者通过发狂或暴力来解决自己的痛苦感。在社会学中，空虚感与个体的社会异化有关。由于工作的例行性，这种感觉可能在工作时受到抑制，但是在闲暇时间时，人们可能会感到空虚感。
政治哲学认为空虚这种感受与虚无主义有关。文学评论家卢卡奇·格奥尔格反对“精神上的空虚感和资本主义的道德缺失”，并主张共产主义是“一种完全新型的文明，它给人以崭新的开端和给人一个引领有意义的文明的机会并且能够有目的的生活。”。
“空虚”这一概念对于某些类型的存在主义哲学和上帝已死运动很重要。存在主义认为空虚是一种“使人感到疏离和绝望的声音”，源于“人类在冷漠的宇宙中对自己的基本孤独的认识”。并认为对空虚和孤独感以借口回应的人生活在恶意中；而面对空虚并承担责任的人们的目标是过上“真实”的生活 。存在主义者认为“人与上帝，自然，其他人，自我的真实变得疏远。”如今社会的大多数人拥挤在城市中，从事盲目的工作，并成为大众媒体的受众。存在主义者还主张人们“为了生活而生活”，因此，即使“看上去拥有一切的人也会感到空虚，不安与不满”。
在奥地利教育家鲁道夫·施泰纳的思想中，精神上的空虚是受过良好教育的欧洲中产阶级的一个主要问题。在他1919年的演讲中，他认为欧洲文化变得“精神空虚”，无视精神生活必要的需求和条件。人们经历了精神上的空虚之后，由于思想生活中缺乏意志，他们的思想变得具有“懒惰的消极情绪”。斯坦纳并声称人们会允许他们的思想操纵它们，而这些思想越来越充满抽象和毫无感性。受过教育的中产阶级开始以“行尸走肉”的方式思考，思想变得昏暗，并且越来越空虚。
在将空虚感视为一种消极的心理状态的文化中，它常常与沮丧相关。因此，提出了许多相同的治疗方法：心理治疗，团体治疗或其他类型的治疗。同样，部分心理医生建议空虚的人保持忙碌，并定期安排工作和社交活动的日程表或尝试抚养一个宠物。

### 宗教学，教育学与上瘾
耶鲁大学哲学教授路易斯·杜普雷认为“我们时代的精神空虚是其宗教贫困的征兆”。他声称：“许多人从来没有经历过任何空虚，他们非常忙碌以至于感觉不到任何种类的空虚”。他们只有在“痛苦的个人经历：如亲人的死亡，婚姻的破裂，孩子的疏远，生意的失败”下使得他们不得不重新评估自己的意义时，才会意识到自己的精神空虚。
精神上的空虚与青少年暴力有关。在约翰·托马斯（John C. Thomas）于1999年的著作《少年暴力如何开始：精神上的空虚》中，他指出，贫穷的土著社区中的年轻人在感到空虚可能会通过暴力和侵略性犯罪来填补他们的空虚感。康奈尔大学教授詹姆斯·加巴里诺在1999年出版的《失落的男孩：为什么我们的孩子变得暴力以及我们如何拯救他们》中辩称：“被忽视，羞耻心强，精神空虚，被疏远，易怒和持有枪支是有暴力倾向的男孩常见的一些要素。”，加巴里诺从人类发展学的角度表示，有暴力倾向的男孩有“与积极榜样的疏远”和“导致绝望的精神空虚”的特点。这些年轻人被美国枪支文化的暴力幻想所吸引，这种幻想为强硬，好斗的人提供了消极榜样，他们会利用权力获得自己想要的东西。他称，帮助男孩选择一个能够将身心投入的理想或目标可以使有暴力倾向的男孩改变并获得同理心和社会参与感。
精神上的空虚常常与上瘾有关。匿名戒酒会的创始人威廉·格里菲斯·威尔逊认为，酗酒的影响之一是导致酗酒者精神空虚。在亚伯拉罕·约书亚·特韦尔斯基1997年的著作《上瘾的思维：理解自我欺骗》中，他认为，当人们在精神上感到空虚时，人们往往会上瘾的行为来填补内心的空白。与能够被明显察觉的胃袋空虚(饥饿）相比，精神上的空虚很难被识别，因此它使人类充满了“朦胧的骚乱”。尽管人们可能会通过沉迷于性生活，暴饮暴食或吸毒或酗酒来解决这种空虚现象，但这些成瘾只能暂时满足人们的内心。当一个人因精神上的空虚而面临危机时，这个人往往能够制止一种上瘾，例如当一个人对性行为上瘾之后感到空虚时，他们通常只是制止对这种行为的上瘾并将其换成另一种上瘾的行为，例如赌博或暴饮暴食。

### 小说，电影和设计
许多小说家和导演在其作品中涉及到空虚。空虚的概念对于大量19-20世纪的西方想象文学很重要。例如小说家卡夫卡的《审判》和存在主义法国作家让-保罗·萨特的《恶心》与阿尔贝·加缪的《异乡人》的主题都与空虚有关。有关空虚的存在主义影响了20世纪的诗人T·S·艾略特，他的诗《J.阿尔弗瑞德.普鲁弗洛克的情歌》如此描述：“反英雄或被异化的灵魂，逃离或对抗他或她所面对的空虚（anti-hero or alienated soul, running away from or confronting the emptiness of his or her existence）”。戈登·比格洛教授认为，精神上的空虚在20世纪文学中很普遍，除了艾略特，还包括欧内斯特·海明威，威廉·福克纳，约翰·史坦贝克和波尔·安德森。
许多存在主义的小说或电影都含有萨特和加缪所倡导的空虚感。空虚的主题也已在现代剧本中被使用。马克·罗曼尼克1985年的电影《静态》讲述了一个名叫厄尼的疯狂发明家和耶稣受难像工厂工人的故事，厄尼因父母事故丧生使他感到难过而在精神上空虚。编剧迈克尔·托尔金在1994年的电影《新时代》中描绘了一对生活空虚的洛杉矶夫妇。1999年的电影《美国丽人》探讨了美国中产阶级人士的精神空虚。在韦斯·安德森2007年的电影《穿越大吉岭》中讲述了三个兄弟因精神上的空虚，然后通过性，社交和吸毒自我治疗。
当代建筑评论家赫伯特·穆尚认为，“恐惧留白”（一种设计风格，原意是“对空虚的恐惧”）是设计的关键原则。他声称这已成为一种强迫症，成为“当代美国设计的推动力”。
在视觉艺术中，空虚不仅被认为是特定艺术家（例如伊夫·克莱因）的作品特征，而且是现代艺术和美学史上更为普遍的趋势。继达沃·达尔托对现代艺术概念的论证之后，逐渐消除传统上以特定的色彩体现空虚的艺术特征，这是过去200年艺术史和理论中相对重要的现象。

## 在东方文化中

### 佛教
佛教术语空我专门指空虚这样的观念，即一切事物都因各种因缘而成，包括原因和条件本身，甚至是因果关系本身，而没有真实的实体，不能单独存在。这不是虚无主义，也不是对虚无的思考。相反，它指的是内在的缺失。佛护说：
|                                                            | 事情的真相即是本质的缺失。愚昧无知的人的智慧之眼被空虚所蒙蔽，他们构想出事物的本质，然后对事物产生依恋和敌意。 |
| ——Buddhapālita-mula-madhyamaka-vrtti P5242,73.5.6-74.1.2， | |

达赖喇嘛在一次采访中说，怛特罗密教可以用来增强对空虚或菩提心的认识 。在佛教哲学中，实现空性即是涅槃的关键。
|                                            | 即使是一个普通的人，如果在空虚中一次又一次地产生极大的喜悦，眼睛洋溢着喜悦的眼泪，并且身体上的毛发直立，这样的人就会拥有完整的心灵。佛，他是教育的使者，应该向他请教终极的真理。在那之后，这个人的品格就会提高。 |
| ——Guide to the Middle Way, vv. 6:4-5，月称 | |

### 道教
在道教中，达到空虚的状态被视为平静的状态，即为天地之鉴，万物之镜。《道德经》称:“圣人之心静乎!天地之鉴也；万物之镜也。”“以虚静心通于万物”表达了空虚即是一种身心放空的圣人境界。